# Erlenbach am Main
Erlenbach am Main (ufficialmente: Erlenbach a.Main) è una città tedesca di 10 335 abitanti, situata nel land della Baviera.